# Kathleen K. Gilmore
Kathleen K. Gilmore (12 de noviembre de 1914 - 18 de marzo de 2010) fue una arqueóloga estadounidense y especialista en arqueología colonial española . Fue la primera arqueóloga en demostrar la ubicación del Fuerte St. Louis, establecido por el explorador francés René-Robert Cavelier, Señor de La Salle . Recibió el Premio JC Harrington de la Sociedad de Arqueología Histórica en 1995, la primera mujer honrada por la sociedad.

## Primeros años de vida
Kathleen Kirk nació el 12 de noviembre de 1917 en Altus, condado de Jackson, Oklahoma, hija de Jesse (de soltera Horton) y Rufus Patrick Kirk. Era la hija mediana de tres hermanos y tenía una hermana mayor y un hermano menor. Criada en Altus hasta los doce años, la familia se mudó a Tulsa, donde completó su educación secundaria.  Comenzó sus estudios de geología en la Universidad de Tulsa (TU), después de tres años, se trasladó a la Universidad de Oklahoma (OU), donde obtuvo una licenciatura en ciencias.   Con la esperanza de trabajar en la creciente industria petrolera, no pudo encontrar empleo en el campo dominado por los hombres durante la Gran Depresión y se matriculó en una escuela de negocios para aprender habilidades de secretaría. 

## Carrera
Kirk había trabajado durante sus estudios en el Bone and Joint Center de Tulsa y en la Biblioteca TU; después de graduarse buscó un puesto como geóloga y encontró pocas oportunidades para las mujeres. Al aceptar un trabajo como asistente editorial en la Asociación Estadounidense de Geólogos del Petróleo en Tulsa, trabajó durante un año antes de encontrar un trabajo estable.  A finales de la década de 1930, Kirk se mudó a Houston y aceptó un trabajo como taquígrafo para Humble Oil . Sus empleadores apreciaron su conocimiento de los términos geológicos, pero la contrataron como personal administrativo.  Como no le gustaba el grupo de taquigrafía, Kirk dejó de trabajar como mecanógrafa en Superior Oil Company en Corpus Christi y finalmente regresó a Houston para trabajar con Standard Oil de Kansas, donde permaneció hasta 1940, cuando se casó con el ingeniero petrolero Robert Beattie Gilmore, en Navidad. Día.  
Poco después de casarse, la pareja se mudó a Dallas, donde Robert ocupó un puesto en DeGolyer y MacNaughton, de los que más tarde se convertiría en presidente.   Gilmore permaneció en casa y crio a sus cuatro hijas, Betsy, Judy, Pat y Sally y luego, a principios de la década de 1960, se involucró con la Sociedad Arqueológica de Dallas, participando en escuelas de campo organizadas en Dallas.  Una de las primeras excavaciones en las que participó fue en el sitio de Gilbert en el condado de Rains, Texas, en 1962.   Al año siguiente, Gilmore se inscribió en un nuevo programa de posgrado en antropología ofrecido por la Universidad Metodista del Sur (SMU),  estudiando bajo la tutela de Ed Jelks y Fred Wendorf .  Su primer artículo publicado, publicado en 1967, trataba sobre las excavaciones que había realizado en el presidio San Luis de las Amarillas y en la Misión Santa Cruz de San Sabá . En el momento de sus estudios, había un debate académico en curso en el campo arqueológico sobre si la disciplina abarcaba sólo sitios prehistóricos o si tanto los sitios históricos como los antiguos estaban dentro del campo.  Asistió a una conferencia en 1967, en St. Louis, de la Sociedad Arqueológica de los Estados Centrales, donde se debatió el tema, destacando las reconstrucciones en curso de Colonial Williamsburg. El grupo decidió formar la Sociedad de Arqueología Histórica ese mismo año.  Como Gilmore estaba interesada en la historia, desarrolló un método en el que utilizaba materiales de archivos históricos para informar su planificación del trabajo de campo,  pero tuvo cuidado de señalar que las fallas en los registros, los sesgos sistémicos inherentes y el error humano podrían alterar la confiabilidad de los datos. material. 
Gilmore comenzó a buscar el complejo de la Misión San Xavier en el condado de Milam, Texas, en 1968, que incluía las misiones de Nuestra Señora de la Candelaria, San Ildefonso y San Francisco Xavier de Horcasitas, así como el presidio de San Francisco Xavier. de Gigedo.  Ubicando con éxito las tres comunidades misioneras, utilizando un estudio en español del momento de la construcción de las misiones e identificando el sitio del presidio,  el trabajo de campo que realizó allí se convirtió en la base de su tesis de maestría, La Misión San Xavier: Una Estudio de Identificación de Sitios Históricos .  Después de completar su maestría en 1968, Gilmore fue contratada para trabajar en varios sitios, enfocándose en las excavaciones caddoanas alrededor del lago Palestina  y la Misión Rosario para el Departamento de Parques. Completó su doctorado en 1973,  con una tesis, Interacción Caddoan en el Valle de Neches, Texas  Curtis Tunnell, arqueólogo estatal de Texas, se acercó a ella para analizar materiales recolectados en un rancho en Garcitas Creek para determinar si podría ser la ubicación del Fuerte St. Louis, que había sido establecido por el explorador francés René-Robert Cavelier, Señor de La Salle en 1685. Al analizar artefactos y tiestos de cerámica, publicó The Keeran Site: The Probable Site of La Salle's Fort St. Louis en Texas más tarde ese mismo año.  En 1986, envió las muestras de cerámica a Canadá porque allí se había realizado un extenso trabajo sobre la cerámica francesa de la época. Gerard Gussat analizó el fragmento y confirmó que había sido realizado en Saintonge y era francés. Combinado con los otros materiales que había evaluado, incluidos artefactos españoles, Gilmore revisó su artículo inicial y confirmó que el sitio era definitivamente la ubicación de Fort St. Louis.  Su innovador trabajo resolvió la cuestión de dónde se encontraba el fuerte y fue la primera prueba del emplazamiento real de la estructura. 
En 1974, Gilmore comenzó a enseñar en la Universidad del Norte de Texas (UNT), como profesora adjunta  y su nombramiento incluía un cargo de investigación para continuar sus investigaciones. Durante los siguientes años, Gilmore trabajó en numerosos proyectos de gestión de recursos culturales (CRM) para el estado, incluidas excavaciones en el embalse Granger, el lago Ray Roberts, el lago Lakeview, el embalse North Fork y un estudio de sitios a lo largo de la frontera entre Oklahoma y Texas. conocido como el Proyecto Arqueológico de Red River, que ella dirigió. También dirigió las excavaciones en 1978 para inspeccionar Old Salem, el sitio del complejo industrial Single Brothers de Carolina del Norte, para considerar su inclusión en el Registro Nacional de Lugares Históricos y una prueba preliminar de 1981 en English Turn, Luisiana, para identificar la ubicación de un francés y más tarde un Sitio americano de Fort St. Leon.  Fue elegida presidenta de la Sociedad de Arqueología Histórica,  la primera mujer en ocupar el cargo. También se desempeñó de 1982 a 1983 como presidenta de la Sociedad Arqueológica de Texas. En 1990, Gilmore dejó la UNT y comenzó a realizar trabajos de consultoría.  En 1993, consultó sobre un proyecto para localizar el sitio de la Misión Santa Cruz de San Sabá, sobre el cual había informado en 1967. La misión estaba ubicada en Menard, Texas . En 1995, cuando se ubicó el barco La Belle de La Salle,  cerca del lugar que Gilmore había predicho, trabajó en la excavación, que también descubrió ocho cañones españoles en el lugar.  Recibió el premio JC Harrington de la Sociedad de Arqueología Histórica en 1995, convirtiéndose en la primera mujer honrada con el premio.  Entre 1999 y 2002, trabajó en conjunto con la Comisión Histórica de Texas en un nuevo examen del sitio de Keeran, que no sólo reafirmó la exactitud de su ubicación de Ft. Saint Louis y descubrió el presidio español Nuestra Señora de Loreto en la Bahía, que había sido construido sobre el fuerte francés. 
A mediados de la década de 2000, Gilmore volvió a un proyecto de investigación de Felipe de Rábago y Terán, en el que había desarrollado interés cuando trabajaba en su tesis de maestría. El conquistador, que era comandante de los presidios de San Xavier y San Sabá en el centro de Texas, era sospechoso de estar involucrado en un asesinato. Gilmore estaba decidido a descubrir su historia y nombrar a su víctima, Juana Francesca de Rodríguez, cuya identidad había sido ocultada en los relatos publicados.  Gilmore viajó a España, Italia y México con un intérprete y trabajó con un paleógrafo . Juntó los registros de archivo y comenzó a compilarlos en un libro. Durante este período, estableció el Proyecto Presidios de Texas, en parte para ubicar los diversos sitios donde Rábago tenía el mando. En 2003, Gilmore recibió por primera vez el Premio Curtis D. Tunnell Lifetime Achievement Award, que reconoce la excelencia en la arqueología de Texas y, en 2008, fue honrado por el Gobernador Rick Perry y la Comisión de Historia de Texas con el Premio del Gobernador a la Preservación Histórica.  En el momento de su muerte se encontraba trabajando en las ediciones finales para la publicación de su libro sobre Rábago, incluso editando en las urgencias del hospital. 

## Muerte y legado
Gilmore murió el 18 de marzo de 2010 en el Hospital Presbiteriano de Dallas, en el condado de Dallas, Texas,  de un ataque cardíaco.  Se la recuerda como una de las primeras arquitectas en estudiar las misiones españolas en Texas, una de las mujeres pioneras en este campo y experta en arqueología colonial.  